# Trecision
Trecision S.p.A. è stata un'azienda italiana indipendente sviluppatrice di videogiochi fondata nel 1991. La sede principale dell'azienda si trovava a Rapallo (GE).
Realizzò titoli per diverse piattaforme (Amiga, MS-DOS, Windows, PlayStation, PlayStation 2 e telefoni cellulari) e fu attiva fino al 2003.

## Storia
Trecision venne fondata da Pietro Montelatici, Edoardo Gervino e Gabriele Pompeo.
Il loro primo prodotto, l'avventura Profezia, fu sviluppato per Amiga e uscì nel 1991, seguito dal rompicapo Extasy pubblicato dalla Simulmondo. Fabrizio Lagorio si unì al gruppo per la programmazione MS-DOS. La Simulmondo li contattò poi per un'avventura sul fumetto Diabolik, ma poi ruppe l'accordo perché riteneva lo sviluppo troppo lento. Trecision continuò lo stesso progetto, eliminando i riferimenti a Diabolik, e il gioco divenne il loro primo shareware internazionale, In the Dead of Night, che inaspettatamente fu un discreto successo..
L'azienda decise allora di continuare sul mercato internazionale e cercò un collaboratore, che trovò nella International Computer Entertainment (ICE) britannica. Svilupparono il motore grafico di Alien Virus, il cui design era fornito dalla ICE. Il gioco uscì in Europa e in Nordamerica. Per ICE realizzarono anche Ark of Time, ma poi preferirono cambiare partner. Collaborarono con Team 17 all'avventura cyberpunk Nightlong: Union City Conspiracy, uscito nel 1998, spesso citato come il titolo più riuscito e più tecnologicamente avanzato della Trecision.
Non ci furono però ulteriori sviluppi con la Team 17. Trecision trovò invece nuovi investimenti economici e cominciò a rafforzarsi accogliendo promettenti sviluppatori italiani.
Nel marzo del 2000 Trecision acquisì Pixelstorm Games s.r.l. di Napoli e MotherBrain Entertainment s.r.l. di Milano, diventando il più grande sviluppatore di videogiochi italiano.
Collaborarono anche con diversi talenti come Rick Gush (ex Westwood) e Dino Dini, ma molti progetti rimasero in sospeso perché non si trovò un editore.
Nel 2001 ci fu un tentativo di entrare nel mercato dei videogiochi arcade, in collaborazione con il distributore DEN Videogiochi, con tre titoli previsti. Tuttavia, sebbene siano state diffuse anche schermate dei tre giochi, non vennero mai pubblicati.
L'ultimo gioco notevole fu The Watchmaker del 2001, che vendette abbastanza bene, ma non ricevette tanto apprezzamento quanto Nightlong. In seguito l'azienda cercò di evolvere sviluppando titoli per PlayStation e per dispositivi mobili. Per questi ultimi, nel 2002 firmò un accordo con Nokia per sviluppare videogiochi in J2ME ottimizzati per i suoi modelli di cellulare.
Trecision stava sviluppando due giochi per l'editore francese Cryo Interactive quando questa dichiarò bancarotta nel 2002. Le conseguenze economiche furono fatali per Trecision, gli azionisti non la sostennero più e l'azienda andò in liquidazione volontaria a metà del 2003, dopo 12 anni di attività; all'epoca era lo studio di sviluppo attivo più anziano d'Italia. Tra i titoli in sviluppo che vennero abbandonati c'era il calcistico di Dino Dini, che secondo Montelatici poteva diventare il capolavoro di Trecision, ma si sperò invano che il progetto venisse continuato da altri produttori.

## Videogiochi sviluppati

### Titoli pubblicati
| Titolo                                         | Anno  | Piattaforma                         | Note                                                           |
| ---------------------------------------------- | ----- | ----------------------------------- | -------------------------------------------------------------- |
| Profezia                                       | 1991  | Amiga                               | Pubblicato da Genias.                                          |
| Extasy                                         | 1992  | Amiga                               | Pubblicato da Simulmondo.                                      |
| In the Dead of Night                           | 1994  | Amiga, MS-DOS                       | Shareware                                                      |
| Alien Virus                                    | 1995  | MS-DOS                              | Co-sviluppato con ICE.                                         |
| Spring Time                                    | 1995? | Amiga                               | Shareware                                                      |
| Ark of Time                                    | 1997  | MS-DOS, PlayStation                 |                                                                |
| Syyrah: The Warp Hunter                        | 1997  | MS-DOS                              | Sviluppato da Pixelstorm e poi acquisito con essa.             |
| Nightlong: Union City Conspiracy               | 1998  | Amiga, PC                           | Co-sviluppato con Team17.                                      |
| Puma Street Soccer                             | 1999  | PC, PlayStation                     | Sviluppato da Pixelstorm e poi acquisito con essa.             |
| Chris Kamara's Street Soccer                   | 2000  | PlayStation                         | Sviluppato da Pixelstorm e poi acquisito con essa.             |
| The Watchmaker                                 | 2001  | PC                                  |                                                                |
| Il Berlusgotchi                                | 2001  | PC, browser                         | Freeware                                                       |
| Muccacomio                                     | 2001  | Browser                             | [ 10 ]                                                         |
| Calcio Championship                            | 2002  | PC                                  |                                                                |
| Spy Girl in Danger with Diamonds               | 2002  | Telefoni cellulari                  | [ 10 ] [ 11 ]                                                  |
| Superdino                                      | 2002  | Telefoni cellulari                  | [ 10 ] [ 6 ]                                                   |
| Elf Tales                                      | 2003  | Telefoni cellulari                  |                                                                |
| Football Generation                            | 2003  | PC, PlayStation 2                   | La versione per PlayStation 2 uscì nel 2006.                   |
| Grande Fratello: Il gioco                      | 2003  | Telefoni cellulari, PC, PlayStation | Uscito solo in Italia, il titolo è basato sul Grande Fratello. |
| Hiro's Legend                                  | 2003  | Telefoni cellulari                  | [ 10 ] [ 11 ]                                                  |
| Hiro's Revenge                                 | 2003  | Telefoni cellulari                  | [ 10 ] [ 11 ]                                                  |
| Dance Trance                                   | 2003  | Telefoni cellulari                  | [ 10 ] [ 11 ]                                                  |
| Crimson Blade and the Adventures of Skull Cove | 2003  | Telefoni cellulari                  | [ 10 ] [ 11 ]                                                  |
| Spy Girl in Missing Masters                    | 2003  | Telefoni cellulari                  | [ 10 ]                                                         |
| Nicky Strange: Jungle Daze                     | 2003  | Telefoni cellulari                  | [ 10 ]                                                         |
| Nicky Strange: Temple of Destiny               | 2003  | Telefoni cellulari                  | [ 10 ]                                                         |
| Martin Mystère e la macchina del Chaos         | 2003  | Telefoni cellulari                  | Sul fumetto Martin Mystère                                     |

### Titoli annullati
- Popeye: Hush Rush for Spinach (PlayStation 2 e PC)[13]
- Scooty Racers (PlayStation 2 e Xbox)[14]
- Zidane Football Generation (PlayStation 2)[15]
- Bomb Buster, International Soccer, Street Soccer (arcade)[5]
- Samhain (PC)[16]
- Gioco di calcio sviluppato con Dino Dini, nome non definito[7]